# 纳瓦霍时报
《纳瓦霍时报》 (英語：Navajo Times)，1980年代早期称为《今日纳瓦霍时报》，是纳瓦霍部落委员会1959年创立的一份报纸，后来称为美国印第安人出版的首份日报。该报为英语，总部设在亚利桑那州温多罗克。